# 西条道彦
西条 道彦 (さいじょう みちひこ、1932年12月6日 - ) は、日本の作家、脚本家、小説家。日本脚本家連盟理事。

## 人物
テレビドラマ創成期の1960年代前半から1980年代前半まで、テレビや舞台の脚本約1,000本を執筆。
その後、小説や脚本の指南本を刊行。
池袋を舞台にした戦争ドラマ、ブログ小説「池袋ぐれんの恋」をアメーバブログ にて連載中。

## 来歴
広島県福山市出身、東京都豊島区池袋在住。1957年 - 早稲田大学第一文学部卒業。脚本家・猪俣勝人に師事。
1962年 戯曲「天と地の接吻」（ヴィデオホール）や「野獣の散歩道」（紀伊国屋ホール）の発表と前後してフジテレビからテレビドラマ作家としてデビュー。
1963年 TBS・東芝日曜劇場の向こうを張った日本テレビ・日産スター劇場で経験を積み、鶴田浩二や野末陳平らに評価され一線に出た。明るいホームドラマやラブコメディーを得意として、当時大人気の役者やアイドルが多数出演、数々の大ヒットテレビドラマを書き続け、1981年までにテレビ脚本約1,000本を執筆した
その後は長編小説「海賊王 - 瀬戸内編・倭寇編」 (映人社) や、小説「マッカーサーへの復讐」 (郁朋社) 、脚本の指南本「テレビドラマ創作講座」 (映人社) 、「TVドラマはこう書く!」 (映人社) を刊行。脚本指南本の刊行や講義活動などで後進の育成を務める。
日本脚本家連盟ライターズスクールで講座を担当しているほか、池袋コミュニティーカレッジ (西武) で5年、つづいて東急セミナーBE渋谷で16年間 (1999年9月で終了) ほか、日本脚本家連盟教育事業委員長在任12年をふくむ40年間、カルチャースクールなどで講座を持つ。これらのゼミから清水曙美、最近では江戸川乱歩賞作家の薬丸岳ら数十人の脚本家・作家を育てた。変わり種は、2008年のNHK紅白歌合戦で「home」を熱唱した木山裕策。
2000年  日本初のインターネットシナリオスクール脚本家養成学校 bukurojukuぶくろ塾 を開講。

## 主な作品

### テレビドラマ
- 野に咲けいとし子　(出演：伊藤雄之助、フジ、1963年7月8日)
- Uターン禁止　(出演：芳村真理、フジ、1963年10月～1964年4月)
- 日産スター劇場(日本テレビ)
  - 喪服の女　(出演：朝丘雪路、1965年1月23日)
  - マダムと駅長　(出演：浦辺粂子、1965年2月13日)
  - 奥様お手にどうぞ　(出演：渥美清、1966年7月9日)
  - 近頃の若いやつ　(出演：高橋英樹、1967年9月23日)
  - 長屋の姫君　(出演：池内淳子、1967年12月2日)　
  - 除夜の鐘よバラ色に鳴れ　(出演：益田喜頓、1967年12月30日)
  - 嫁に縁談　(出演：加東大介、1968年1月27日)
  - 知らない卵がやってきた　(出演：鶴田浩二、1968年2月)
  - 妻にきたラブレター　(出演：三国連太郎、1968年4月6日)
  - とんとん拍子　(出演：青島幸男、1968年5月11日)
  - 後妻入門　(出演：池内淳子、1968年6月8日)
  - はじめまして　(出演：松原智恵子、1968年7月)
- 天衣無縫　(出演：中村メイコ、NET、1964年5月31日)
- いやな奴　(出演：木村功、フジ、1964年8月26日)
- 青空にらくがきしよう　(出演：月丘夢路、フジ、1965年3月～10月)
- ザ・ガードマン(出演：宇津井健、TBS、1965年4月～1971年12月)
  - 第56話『都会の陰謀』
- オーイ・わーい・チチチ　(出演：中村玉緒、日本テレビ、1966年5月～9月)共同
- バラとぬかみそ　(出演：藤岡琢也、NET、1967年1月19日)
- 平四郎危機一発　(出演：石坂浩二、TBS、1967年10月～11月)
- スター推理劇場(フジテレビ)
  - 不運な旅館　(出演：藤山寛美、1968年1月8日)
- 雪やこんこん　(出演：山本富士子、フジ、1968年11月～12月)
- 日本剣客伝「沖田総司」　(出演：梅宮辰夫、テレビ朝日NET、1968年11月)
- 日本剣客伝「平手造酒」 前後編　(出演：鶴田浩二、テレビ朝日NET、1969年3月15日)
- 五番目の刑事　(出演：原田芳雄、テレビ朝日NET、1969年10月～1970年3月)
  - 第14話「夜霧に散った女」
- 夜のグランド劇場(日本テレビ)
  - 若すぎる二人　(出演：杉良太郎、日本テレビ、1969年4月～6月)
- 特命捜査室　(出演：中山仁、フジ、1969年7月～9月)
- 夕焼けこやけ　(出演：田村高広、フジ、1969年8月～9月)
- 009ノ1（フラワーアクション009ノ1）　(原作：石ノ森章太郎、出演：金井克子、フジ、1969年10月～12月)　
  - 第6話「宇宙ロケットを奪回せよ」※矢田金一と共同執筆
- 女殺し屋 花笠お竜　(出演：久保菜穂子、東京12チャンネル、1969年10月～1970年3月)
  - 第21話「三味線任侠子守唄」
- 待ったなし　(出演：新珠三千代、NET、1971年4月～6月)
- 夫婦すし繁昌記　(出演：川崎敬三、フジ、1971年7月～9月)
- 産科・歯科　(出演：三橋達也、NET、1971年10月～1972年2月)
- 未婚・結婚・未再婚　(出演：星由里子、NET、1972年4月～9月)
- 入ってまあす!　(出演：関口宏、TBS、1972年7月～9月)
- 妻が恋した男　(出演：三橋達也、日本テレビ、1972年10月19日)
- 花嫁花婿製造中　(出演：江利チエミ、日本テレビ、1972年11月25日)
- 春ですもの　(出演：酒井和歌子、フジ、1973年1月～4月)
- 気になる関係　(出演：京塚昌子、NET、1973年1月～6月)
- 計画産児　(出演：児玉清、NET、1973年10月～12月)
- おきばりやす　(出演：高橋悦史、日本テレビ、1974年2月～3月)
- はじめまして　(出演：江利チエミ、TBS、1975年5月～9月)
- あこがれ共同隊　(出演：郷ひろみ、TBS、1975年6月～9月)
- 新車の中の女　(出演：浅丘ルリ子、日本テレビ、1976年1月～3月)
- たぬき先生騒動記　(出演：坂上二郎、フジ、1976年4月～9月)
- 透明ドリちゃん　(原作：石ノ森章太郎、出演：柿崎澄子、テレビ朝日、1978年1月～7月)
  - 第10話『誕生会なんて嫌い』
- 美しき背信　(出演：由美かおる、東京12チャンネル、1978年6月～7月)
- 木曜ゴールデンドラマ(日本テレビ)
  - 百円ケーキの歌　(出演：真野響子、1981年7月16日)

### 舞台
- 伊豆の踊り子（川端康成原作・戌井市郎演出・舟木一夫出演、1982年読売ホール）
- 喜劇俳優・大宮敏光主演作品ほか

## 著書
- テレビドラマ創作講座（1987年10月、映人社刊、ISBN 4871002160）
- 海賊王・瀬戸内編（1987年10月、東京文芸社刊、ISBN 4-8088-3191-0）
- 海賊王・倭寇編（1988年4月、東京文芸社刊、ISBN 4-8088-3202-X）
- TVドラマはこう書く!（1998年、映人社刊、ISBN 487100222-5）
- マッカーサーへの復讐（2002年、郁朋社刊　ISBN 4-87302-170-7）